# Alatsee
L'Alatsee est un lac des Alpes bavaroises situé près de la ville de Füssen et du château de Neuschwanstein. 

## Géographie
Le lac se situe à 868 mètres d'altitude et s'étire sur 500 mètres de long pour 300 mètres de large. 

## Faune
Bien que ce lac abrite une faune alpine aquatique classique sur ses rives, au delà de 15 mètres de profondeur des nuages de couleur violacée composés de bactéries pourpres sulfureuses rendent toute vie impossible, par endroits la densité de bactéries est tellement élevée que celles-ci forment des couches de plusieurs millimètres d'épaisseur. Ces bactéries se développent grâce au sulfure d'hydrogène présent dans le lac.